# Peter Stamm

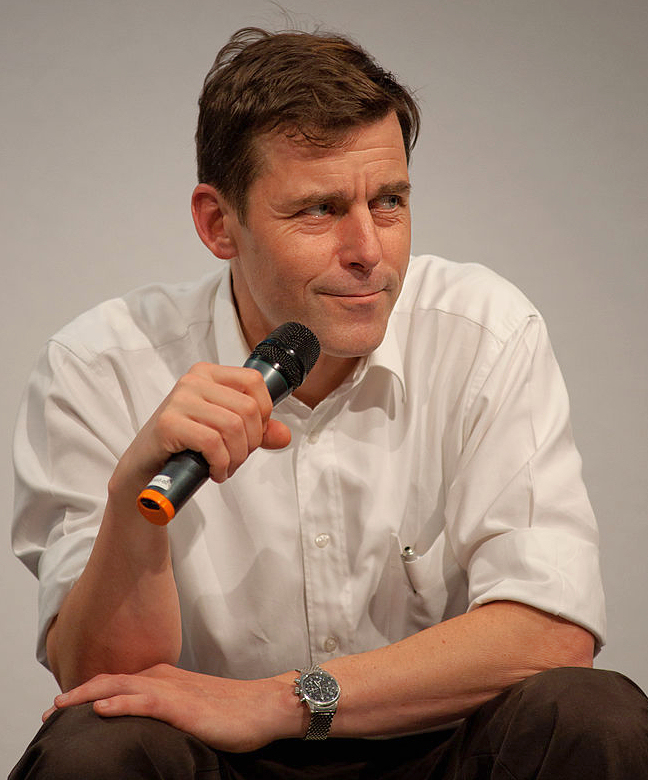
Peter Stamm (2012)

Peter Stamm (* 18. Januar 1963 in Scherzingen, Kanton Thurgau) ist ein Schweizer Schriftsteller.

## Biografie
Peter Stamm ist Sohn eines Buchhalters. Er wuchs mit drei Geschwistern in Weinfelden im Kanton Thurgau auf. In der Schule war er nach eigenen Angaben unterfordert und verbrachte deshalb bereits früh viel Zeit in seiner Phantasiewelt. Nach Primar- und Sekundarschule machte Stamm von 1979 bis 1982 eine kaufmännische Lehre und arbeitete zeitweise als Buchhalter. Auf dem zweiten Bildungsweg legte er die Matura ab.

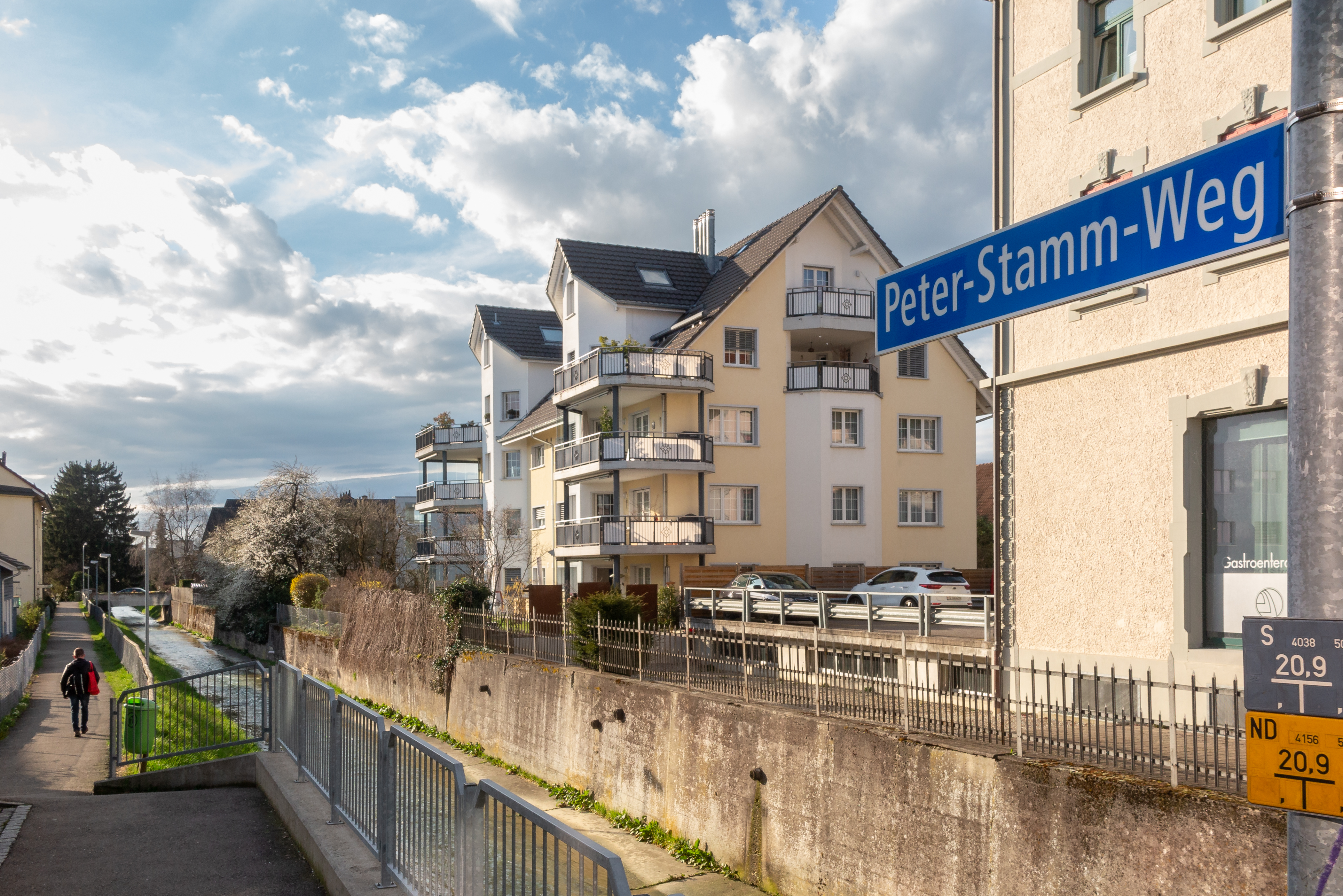
Peter-Stamm-Weg in Weinfelden

Stamms erste drei Romane fanden keinen Verlag. Agnes, der vierte Roman, den er mit 29 zu schreiben begann, wurde erst sechs Jahre später veröffentlicht. Nachdem Stamm 1987 ein halbes Jahr Anglistik an der Universität Zürich studiert und anschließend ein halbes Jahr in New York gelebt hatte, wechselte er das Studienfach auf Psychologie mit Psychopathologie und Informatik als Nebenfächer; daneben war er als Praktikant an verschiedenen psychiatrischen Kliniken tätig. Die Wahl des Studiums erklärt er aus literarischem Interesse: Er wollte mehr über den Menschen als Gegenstand der Literatur erfahren. Der Abbruch des Psychologiestudiums sei die bewusste Entscheidung gewesen, das Schreiben ins Zentrum seines Lebens zu stellen. Nun hatte er nur noch die Wahl, zu schreiben oder wieder als Buchhalter zu arbeiten.
Nach längeren Aufenthalten in New York, Paris und Skandinavien ließ sich Peter Stamm 1990 in Winterthur nieder. Dort war er vor allem als Journalist tätig, was ihm erstmals die Publikation seiner Texte ermöglichte. Stamm arbeitete unter anderem für die Neue Zürcher Zeitung, den Tages-Anzeiger, die Weltwoche und die satirische Zeitschrift Nebelspalter. Ab 1997 gehörte er der Redaktion der Literaturzeitschrift entwürfe an. Von 1998 bis 2003 lebte er in Zürich, seither wieder in Winterthur. Nach den Erfolgen mit seinem Roman-Erstling und den folgenden Veröffentlichungen trat die journalistische Tätigkeit mehr und mehr in den Hintergrund gegenüber der Literatur, auf die er sich inzwischen konzentriert. Seit 2003 ist Stamm Mitglied des Verbandes Autorinnen und Autoren der Schweiz. Im Herbstsemester 2018 war Peter Stamm Inhaber der Friedrich Dürrenmatt Gastprofessur für Weltliteratur an der Universität Bern.

## Werk
Peter Stamm ist Verfasser von erzählender Prosa, von Hörspielen und Theaterstücken. Kennzeichnend sind seine distanzierte Erzählweise und sein einfacher Stil, der aus kurzen Hauptsätzen besteht und beinahe vollständig ohne schmückende Adjektive, Metaphern oder Vergleiche auskommt. Stamm erklärt selbst, dass sein Stil stark auf einer wiederholten Reduktion des Geschriebenen beruhe. Je mehr die Sprache in den Hintergrund trete, umso realer würden die gezeichneten Bilder.
Stamm schreibt nach eigenen Worten „über Menschen und über Beziehungen zwischen Menschen“. Wiederkehrende Themen seien die mannigfaltigen Möglichkeiten von Liebesbeziehungen, die Unmöglichkeit der Liebe, Distanz und Nähe sowie das Verhältnis von Bild und Wirklichkeit. Dabei stehe in seinem Werk nicht der Inhalt im Mittelpunkt, sondern die Art, wie etwas erzählt werde. Deswegen wähle er keine originellen Inhalte, die von der Qualität des Textes ablenkten.
Mit seinem dritten Roman An einem Tag wie diesem wechselte Stamm vom Zürcher Arche Verlag zum S. Fischer Verlag in Frankfurt am Main. Bereits zuvor verkaufte er im Unterschied zu den meisten Schweizer Autoren seine Bücher fünfmal häufiger in Deutschland als in der Schweiz. Redaktor Daniel Arnet erklärte dies mit einer „helvetismenfreien Sprache“ und „Inhalten, die geranientröglifrei sind“ und in ihrer Universalität „nicht eidgenössisch codiert“. Zu seinem Erfolg in Deutschland trug auch eine Besprechung 1999 im Literarischen Quartett bei, in der Marcel Reich-Ranicki die Erzählsammlung Blitzeis zu einem der schönsten und wichtigsten Bücher der Saison erklärte, während Hellmuth Karasek urteilte: „Dies ist ein Erzähler, der sehr viel kann, weil er auszulassen, zu konzentrieren versteht.“
Mehr als 150 Übersetzungen von Peter Stamms Werken sind in 40 Sprachen erschienen, in Französisch, Englisch, Spanisch, Katalanisch, Hebräisch, Italienisch, Niederländisch, Serbisch, Slowenisch, Polnisch, Brasilianisch, Portugiesisch, Russisch, Bulgarisch, Slowakisch, Georgisch, Tschechisch, Dänisch, Koreanisch, Litauisch, Chinesisch, Norwegisch, Estnisch, Kroatisch, Thai, Japanisch, Türkisch, Arabisch, Persisch, Mazedonisch, Armenisch, Schwedisch, Taiwanisch, Ungarisch, Aserbeidschanisch, Albanisch, Mongolisch, Griechisch, Ukrainisch und Bretonisch.
Der Roman Agnes wurde 2016 von Johannes Schmid unter demselben Namen verfilmt. Beruhend auf der Kurzgeschichte Der Lauf der Dinge von Peter Stamm entstand 2019 der Spielfilm Was wir wollten von Ulrike Kofler. Im Filmporträt Wechselspiel von 2023 wollten die Dokumentarfilmer Georg Isenmann und Arne Kohlweyer den Autor beim Schreiben seines neuen Romans zeigen. Peter Stamm kam ihnen aber zuvor: Er erzählt in seinem Roman In einer dunkelblauen Stunde von einem erfolgreichen Schweizer Autor, der für Recherchen aus Paris an seinen Herkunftsort zurückkehrt und sich dabei von einem Filmteam begleiten lässt. Im Roman scheitert das Projekt, im vermeintlichen Dokumentarfilm spielen Aenne Schwarz und Max Simonischek das filmende Paar. Peter Stamm sagt am Schluss des Mockumentary: „Ihr seid meine Figuren – ich habe euch ja erfunden.“ Die Kritik feierte deshalb den Roman als „Spiegelkabinett“, in dem der seriöse Autor, so gut wie noch nie, „richtig witzig“ werde.
Der Film Wechselspiel und der Roman In einer dunkelblauen Stunde greifen die Handlung des Romans An einem Tag wie diesem von 2006 wieder auf: Ein Schweizer fährt aus Paris in Begleitung zurück in das Dorf seiner Herkunft. Dieses Dorf, in mehreren Romanen präzise beschrieben und im Film auch gezeigt, ist Weinfelden. Peter Stamm behauptet, er schreibe nicht autobiografisch und nutze die Örtlichkeiten an seinem Herkunftsort nur aus Bequemlichkeit, weil er sie am besten kenne. Dass er immer um dieselben Themen kreist, wie die Jugendliebe, die im Film Wechselspiel auftritt, verrät aber viel über die Motive seines Schreibens.

## Auszeichnungen
- 1998: Ehrengabe des Kantons Zürich
- 1999: Rauriser Literaturpreis
- 2000: Rheingau Literatur Preis
- 2000: 2. Hörspielpreis der Stiftung Radio Basel
- 2001: Ehrengabe der Stadt Zürich
- 2002: Preis der Schweizerischen Schillerstiftung
- 2002: Carl-Heinrich-Ernst-Kunstpreis
- 2003: Kulturpreis der Stadt Winterthur
- 2003: Thurgauer Kulturpreis
- 2004: Poetikdozentur: Junge Autoren der Fachhochschule Wiesbaden
- 2008: Förderpreis des Kantons Thurgau
- 2011: Alemannischer Literaturpreis
- 2012: Bodensee-Literaturpreis
- 2013: Mainzer Stadtschreiber[10]
- 2013: Shortlist des Man Booker International Prize[11]
- 2014: Friedrich-Hölderlin-Preis der Stadt Bad Homburg[12]
- 2014: Poetik-Professur an der Universität Bamberg
- 2017: Schillerpreis der Zürcher Kantonalbank[13]
- 2017: Johann-Friedrich-von-Cotta-Literaturpreis der Landeshauptstadt Stuttgart für Weit über das Land
- 2018: Solothurner Literaturpreis
- 2018: Heinrich-Heine-Gastdozentur
- 2018: Schweizer Buchpreis für Die sanfte Gleichgültigkeit der Welt

## Werke

### Prosa
- Alles über den Mann. Illustrationen von Brigitte Fries. Nebelspalter, Rorschach 1995, ISBN 3-7654-1968-0.
- Gotthard. Die steinerne Seele der Schweiz. Fotos von Markus Bühler. AS, Zürich 1997, ISBN 3-905111-22-5.
- Agnes. Roman. Arche, Zürich 1998; Fischer Taschenbuch, Frankfurt am Main 2009, ISBN 978-3-596-17912-1.
- Blitzeis. Erzählungen. Arche, Zürich 1999; Fischer Taschenbuch, Frankfurt am Main 2011, ISBN 978-3-596-19255-7.
  - Darin: Am Eisweiher.
- Ungefähre Landschaft. Roman. Arche, Zürich 2001; Fischer Taschenbuch, Frankfurt am Main 2010, ISBN 978-3-596-18824-6.
- Grace. Erzählung. In: Krachkultur. Nummer 9. Bremen 2001, ISSN 0947-0697.
- In fremden Gärten. Arche, Zürich 2003, ISBN 3-7160-2317-5; btb, München 2005, ISBN 3-442-73244-1.
  - Darin: In fremden Gärten.
- Warum wir vor der Stadt wohnen. Illustrationen von Jutta Bauer. Beltz & Gelberg, Weinheim 2005, ISBN 3-407-79875-X (Kinderbuch).
- An einem Tag wie diesem. Roman. S. Fischer, Frankfurt am Main 2006, ISBN 3-10-075125-6; Taschenbuch, ebd. 2007, ISBN 978-3-596-17383-9.
- Wir fliegen. Erzählungen. S. Fischer, Frankfurt am Main 2008, ISBN 978-3-10-075128-7; Taschenbuch, ebd. 2009, ISBN 978-3-596-17803-2.
- Heidi. Bilder von Hannes Binder. Nagel & Kimche, München 2008, ISBN 978-3-312-00982-4 (Kinderbuch).
- Sieben Jahre. Roman. S. Fischer, Frankfurt am Main 2009, ISBN 978-3-10-075126-3; Taschenbuch, ebd. 2011, ISBN 978-3-596-17384-6.
- Seerücken. Erzählungen. S. Fischer, Frankfurt am Main 2011, ISBN 978-3-10-075133-1; Taschenbuch, ebd. 2012, ISBN 978-3-596-18995-3.
- Der schweizerische Robinson. Von Johann David Wyss. Nacherzählt von Peter Stamm. Willi Glasauer (Bilder), Peter von Matt (Nachwort). S. Fischer, Frankfurt am Main 2012, ISBN 978-3-596-85507-0.
- Nacht ist der Tag. Roman. S. Fischer, Frankfurt am Main 2013, ISBN 978-3-10-075134-8.
- Der Lauf der Dinge. Gesammelte Erzählungen. S. Fischer, Frankfurt am Main 2014, ISBN 978-3-10-002219-6.
- Die Vertreibung aus dem Paradies. Bamberger Vorlesungen und verstreute Texte. S. Fischer, Frankfurt am Main 2014, ISBN 978-3-10-002200-4.
- Weit über das Land. Roman. S. Fischer, Frankfurt am Main 2016, ISBN 978-3-10-002227-1.
- Die sanfte Gleichgültigkeit der Welt. Roman. S. Fischer, Frankfurt am Main 2018, ISBN 978-3-10-397259-7.
- Marcia aus Vermont. Eine Weihnachtsgeschichte. S. Fischer, Frankfurt am Main 2019, ISBN 978-3-10-397452-2.
- Wenn es dunkel wird. Erzählungen. S. Fischer, Frankfurt am Main 2020, ISBN 978-3-10-002226-4.
- Das Archiv der Gefühle. Roman. S. Fischer, Frankfurt am Main 2021, ISBN 978-3-10-397402-7.
- In einer dunkelblauen Stunde. Roman. S. Fischer, Frankfurt am Main 2023, ISBN 978-3-10-397128-6.
- Eine Fantasie der Zeit. Poetikvorlesung. S. Fischer, Frankfurt am Main 2024, ISBN 978-3-10-397527-7.

### Theaterstücke
- Fremd gehen. Theaterstück für 2 Personen. UA: Theater 1230, Bern 1995.
- Die Planung des Planes. Monolog. UA: Schauspielhaus Zürich, 2001.
- Après Soleil oder Wen der Wind zur Insel trägt. UA: Schauspielhaus Zürich, Februar 2003, Regie: Christiane Pohle.
- Der Kuss des Kohaku. UA: Deutsches Schauspielhaus, April 2004, Regie: Florian Fiedler.
- Die Töchter von Taubenhain. UA: Luzerner Theater, November 2004, Regie: Christina Rast.

### Hörspiele
- Ich und die anderen. Zürich 1991.
- Die Nacht der Gewohnheiten. Zürich 1993.
- In Vitro. Zürich 1994.
- Der letzte Autofahrer. Basel 1995.
- Bildnis eines Knaben mit Peitsche. Basel 1995.
- Ableben. Köln 1997 (= Hörspielversion von Fremd gehen).
- Agnes. Bremen 1997.
- Nachtkampf oder die Kunst des Tee-Wegs. Basel 1999.
- Werum mer vor de Schtadt wohned. Zürich 1999 (Schweizer Hörspielpreis 2000).
- Passion. SWR 2000.
- Was wir können. Köln 2000.
- Blitzeis. Köln 2001.
- Das Schweigen der Blumen. Basel 2004.
- Der Kuss des Kohaku. Baden-Baden 2005.
- Treibgut. Berlin 2005.

### Hörbücher
- Das Schweigen der Blumen. Hörspiel nach dem Theaterstück Die Töchter von Taubenhain. Mit Norbert Schwientek. 1 CD. Merian, Basel 2005, ISBN 3-85616-248-8.
- Warum wir vor der Stadt wohnen. Sprecher: Samuel Weiss, Anikó Donáth. Musik: Max Lässer. 1 CD. Hörcompany, Hamburg 2005, ISBN 3-935036-66-3.
- An einem Tag wie diesem. Sprecher: Christian Brückner. 4 CDs. Parlando, Berlin 2006, ISBN 978-3-935125-61-1.
- Wir fliegen. Sprecher: Christian Brückner. 2 CDs. Parlando, Berlin 2008, ISBN 978-3-935125-82-6.
- Sieben Jahre. Sprecher: Christian Brückner. 6 CDs. Parlando, Berlin 2009, ISBN 978-3-941004-03-0.
- Nacht ist der Tag. Sprecher: Christian Brückner. 4 CDs. Parlando, Berlin 2013, ISBN 978-3-941004-48-1.
- Weit über das Land. Sprecher: Christian Brückner. 4 CDs. Parlando, Berlin 2016, ISBN 978-3-941004-75-7.
- Agnes. Sprecher: Christian Brückner. 3 CDs. Parlando, Berlin 2016, ISBN 978-3-941004-83-2.

### Herausgeberschaft
- Diensttage. Schweizer Schriftsteller und ihr Militär. Nagel & Kimche, München 2003, ISBN 3-312-00330-X.

### Übersetzungen
- Susan Musgrave: Träum dir eine Badewanne. Reinhardt, Basel 2002, ISBN 3-7245-1205-8 (Kinderbuch).
- Antoine de Saint-Exupéry: Der kleine Prinz. Fischer Sauerländer, Frankfurt am Main 2021, ISBN 978-3-7373-5792-0.